# Ford Zephyr
Ford Zephyr bylo auto vyráběné společností Ford Motor Company ve Spojeném království. V letech 1950 a 1972 ve čtytřech generacích, bylo prodáváno jako silnější šestiválec sedan, doplňovalo čtyřválec Ford Consul: od roku 1962 byl nabízen Zephyr se čtyř a šestiválcové verze .Měl poháněná zadní kola. 
Zephyr a její luxusní varianta Zodiac, který se objevil v roce 1955, byly největší osobní automobily v britské řadě Ford v letech 1950 až 1972, pak je nahradila Granada.

## První Generace
- Ford Zephyr (1951-1956)
- Ford Zodiac (1954-1956)

## Druhá Generace
- Ford Zephyr (1956-1962)
- Ford Zodiac (1956-1962)

## Třetí Generace
- Ford Zephyr 4 (1962-1966)
- Ford Zephyr 6 (1962-1966)
- Ford Zodiac (1962-1966)

## Čtvrtá Generace
- Ford Zephyr 4 (1966-1972)
- Ford Zephyr 6 (1966-1972)
- Ford Zodiac (1966-1972)